# Tony Zappia
Tony Zappia (ur. 13 czerwca 1952) – australijski polityk, poseł z ramienia Australijska Partia Pracy (ALP) reprezentujący rejon wyborczy Makin.